# Hoofdklasse (Schach)
Die Hoofdklasse war bis zur Einführung der Meesterklasse in der Saison 1996/97 die höchste Spielklasse im niederländischen Mannschaftsschach.

## Organisationsform
An der Hoofdklasse nahmen jeweils zehn Mannschaften an zehn Brettern teil, die ein einfaches Rundenturnier spielten. Über die Endplatzierung entschied zunächst die Anzahl der Mannschaftspunkte (zwei Punkte für einen Sieg, ein Punkt für ein Remis, kein Punkt für eine Niederlage), anschließend die Anzahl der Brettpunkte (ein Punkt für eine Gewinnpartie, ein halber Punkt für eine Remispartie, kein Punkt für eine Verlustpartie). Die beiden Letzten stiegen in die Klasse 1 ab und wurden durch die beiden Staffelsieger der Klasse 1 ersetzt. In der Saison 1995/96 wurden die ersten vier Plätze in einem nach dem K.-o.-System durchgeführten Play-off ermittelt.